# Canal Rhin-Herne
Le canal Rhin-Herne (RHK, no 74001) est un canal à bief de partage allemand long de 45,4 km qui traverse le bassin de la Ruhr, la Rhénanie-du-Nord-Westphalie, et comporte cinq biefs. Il est géré par le service de la navigation de Duisbourg-Meiderich.

## Tracé

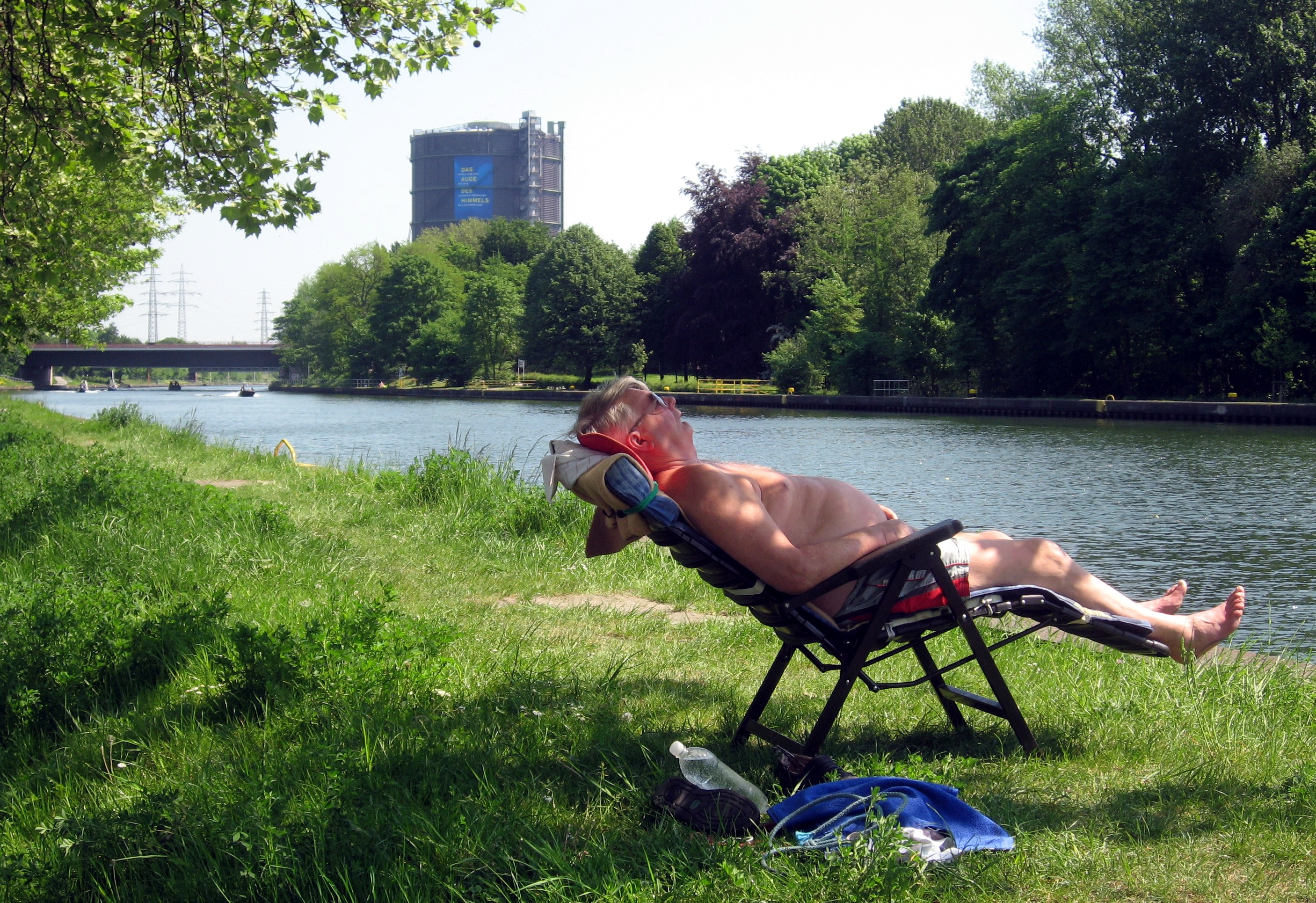
Détente au bord du canal Rhin-Herne (en arrière-plan : le gazomètre d’Oberhausen).

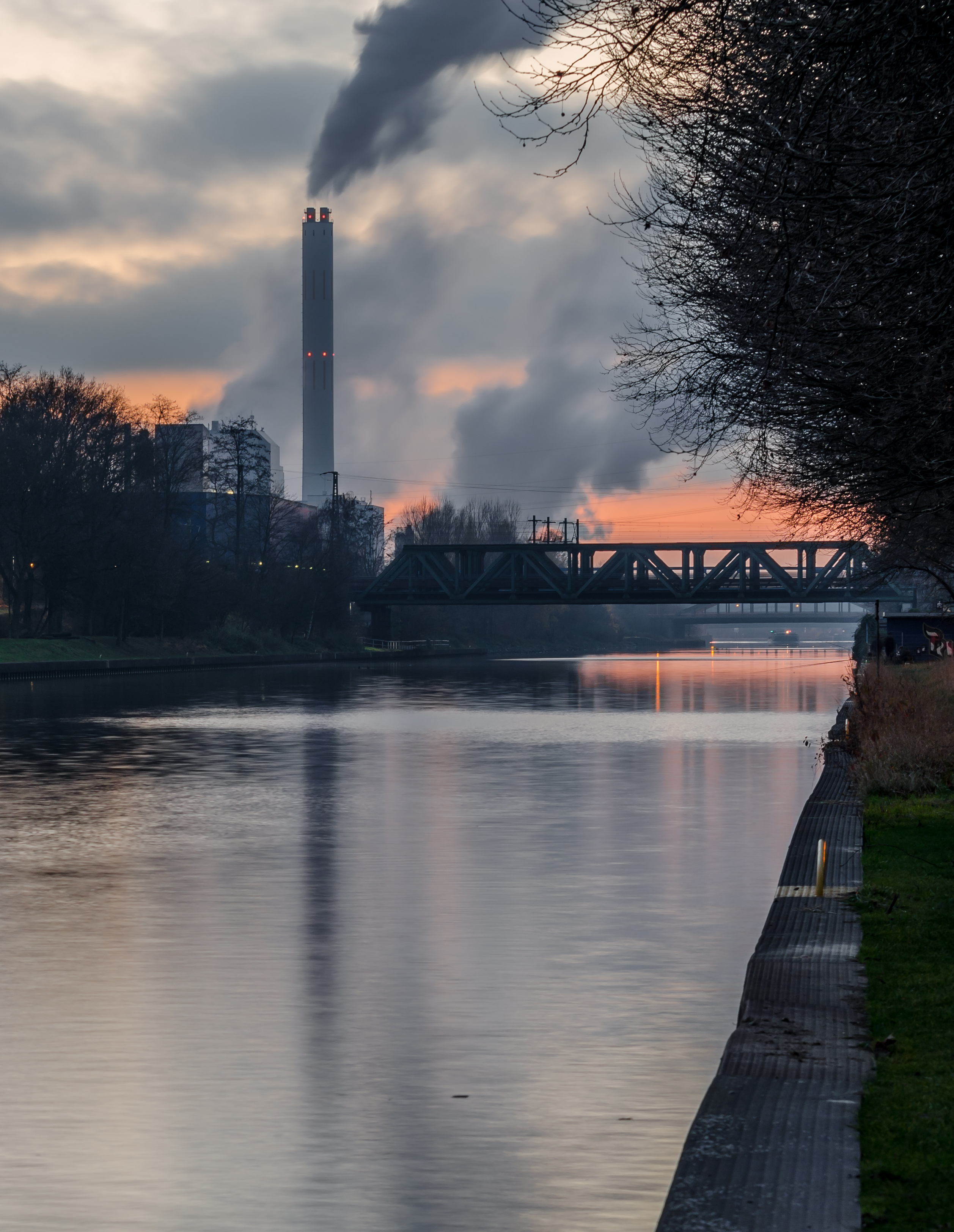
Coucher de soleil sur le canal Rhin-Herne à Oberhausen, avec gros plan sur l'usine d'incinération.

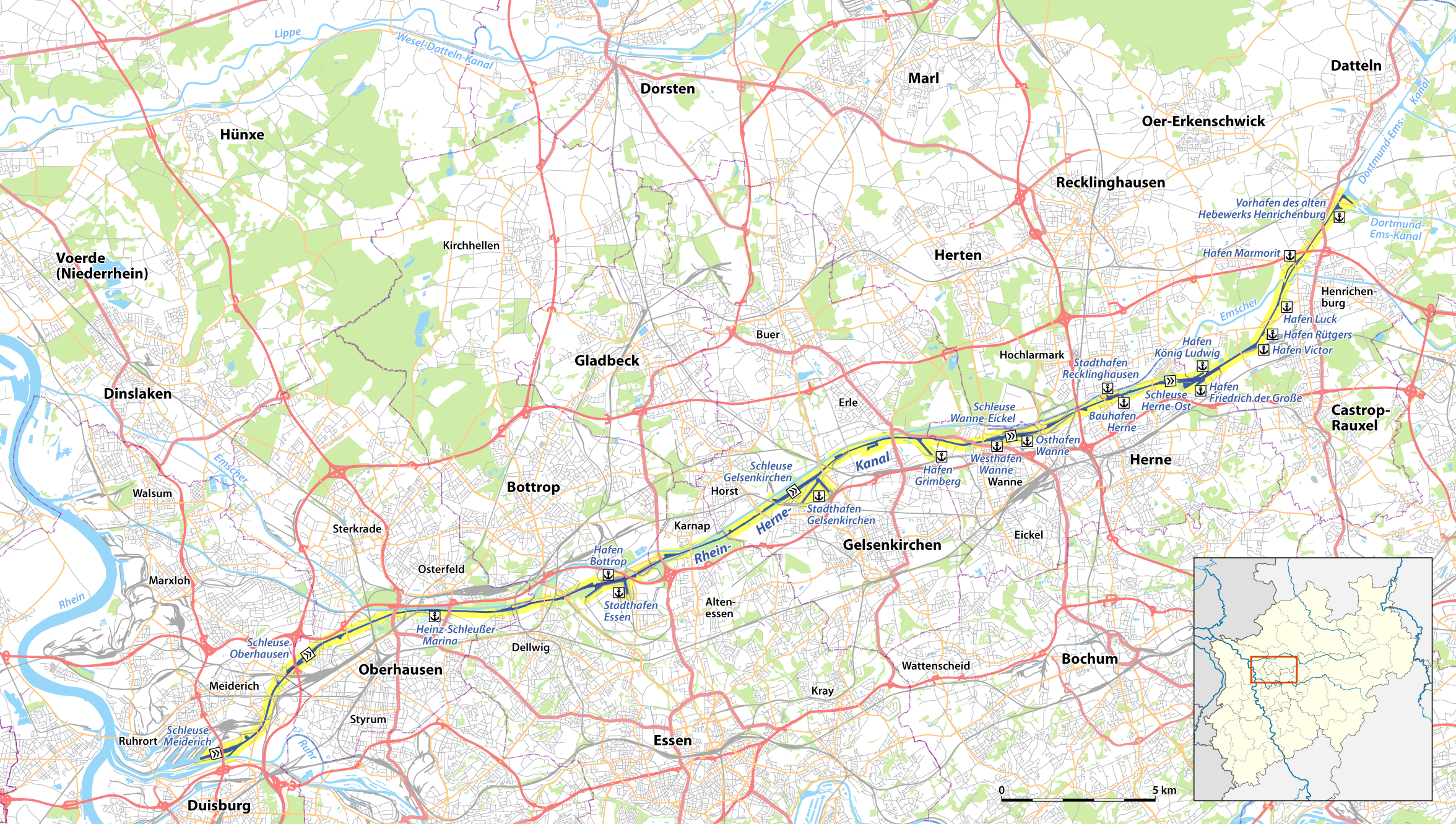
Carte du canal avec indication des ports fluviaux et des écluses.

Le canal Rhin-Herne connecte le Rhin au canal Dortmund-Ems. Il se sépare de l'antenne fluviale de Duisbourg au niveau de la darse C (PK 0,16) et relie le complexe portuaire de Duisbourg au réseau des canaux ouest-allemands. Au PK 1,4, ce canal de jonction quitte le lit de la Ruhr et à hauteur d'Oberhausen, il bifurque vers le sud et longe l’Emscher canalisée : bien qu'il soit, de ce point de vue, également un canal latéral, aucune mention officielle ne reprend cette appellation.

## Histoire
Le creusement du canal s'est étalé entre le 5 avril 1906 et le 17 juillet 1914 (plus de huit ans) et a coûté 60 millions de Reichsmark. Les travaux ont été dirigés par la Direction royale du Canal (Königlichen Kanalbaudirektion) fondée à Essen en 1906. Les caractéristiques géomorphologiques de la vallée de l’Emscher ont été exploitées au mieux. Par endroits, en particulier à Herne et Gelsenkirchen, le canal reprend l’ancien lit mineur de l’Emscher, dont le tracé recalibré passe un peu plus au Nord.
Le projet de canaliser l’Emscher avait déjà été imaginé et proposé à Düsseldorf par l’industriel William Thomas Mulvany dans la seconde moitié du XIXe siècle. À Essen, en 1873, on avait formé une Commission pour le canal de l’Emscher. Dans un premier temps elle reprit le projet de canalisation de l’Emscher et analysa sa faisabilité en 1875. Par la suite, la commission conserva la canalisation de la vallée inférieure de l’Emscher, mais le compléta dans sa moitié est par un canal latéral passant au sud du fleuve, jusqu'à sa jonction avec le canal Dortmund-Ems déjà terminé. Ce projet de liaison entre Laar sur le Rhin et Herne, dit « canal Rhin-Dortmund », fut aussi désigné comme canal de la vallée de l'Emscher (Emscherthal-Kanal). Le décret (Gesetz, betreffend die Herstellung und den Ausbau von Wasserwegen) autorisant la construction du canal Rhin-Herne reliant le bassin de la Ruhr et la vallée de la Herne fut signé par le roi de Prusse le 1er avril 1905.
En 1914 le canal Rhin-Herne et ses sept biefs était achevé : son gabarit permettait le transit de chalands d'un port en lourd de 1 350 t. Les navires correspondant aux dimensions des écluses originales du canal sont encore aujourd'hui désignés comme la « classe RHK ». Le canal, depuis le complexe portuaire de Duisbourg jusqu'à 5,6 km à l’amont du canal Dortmund-Ems est désormais au gabarit Vb, le dernier tronçon étant encore en classe IV en 2014.
Le navire qui a inauguré ce canal, le 17 juillet 1914, était la barge Tyd is Geld.
Le profil en travers type du canal et toutes les infrastructures avaient été conçus pour faire face aux affaissements miniers, qui ont effectivement eu lieu en différents endroits depuis.
À l’origine le terminus du canal Rhin-Herne était Herne, où l’on s’embranchait sur l’antenne du canal Dortmund-Ems en amont de l’écluse de Herne-Est à Henrichenburg. Depuis  l’abandon du dernier tronçon de cette antenne, qui était la darse desservant le puits Friedrich der Große (poste 3/4) et la rue de la gare, la section Henrichenburg-Herne a été rattachée en 1950 au canal Rhin-Herne. La voie rapide de l’Ems (la Bundesautobahn 42) emprunte désormais le tronçon remblayé entre l’est du pont franchissant la rue de la Gare et le pont du ruisseau de la Landwehr à Herne.
La réalisation de la section reliant Duisbourg-Meiderich à Wanne-Eickel (1968-1995), s’est accompagnée du rescindement de plusieurs coudes, du rempiètement des berges par palplanches, et de nombreux relèvements de ponts. Depuis 2010, les travaux se concentrent entre le port de Grimberg et l’écluse de Wanne-Eickel. Il restera ensuite à approfondir et à élargir le canal en amont de l’écluse de Herne-est. Mais le plus gros chantier est encore la reconstruction du barrage déversoir de l’Ems. Certains ponts doivent en outre être reconstruit en raison de leur ouverture libre insuffisante.
Dans le cadre de « Essen, Capitale européenne de la culture » (opération Ruhr.2010), le canal Rhin-Herne a accueilli de nombreuses manifestations, dont le spectacle KulturKanal, qui a été prolongé jusqu’en 2011.

## Alimentation en eau
Le canal Rhin-Herne est une composante vitale du système d’alimentation en eau du réseau des canaux de l’ouest de l’Allemagne (canaux de Datteln – Hamm, Dortmund – Ems et Wesel – Datteln). L’apport d’eau par ce canal ne sert pas seulement à la navigation (c’est-à-dire l’alimentation en eau des écluses, le maintien du niveau d'eau dans les biefs, etc.) : il intervient de façon essentielle dans l’approvisionnement domestique, agricole et industriel (eau de refroidissement pour les centrales thermiques) pour fournir de l’eau douce. Les emprunts d’eau se font d’une part dans la Lippe via le déversoir de Hamm, d’autre part (comme appoint) dans la basse-Ruhr et enfin, exceptionnellement, par pompage dans le Rhin. Le recyclage de l’eau des écluses par pompage permet de minimiser la consommation en eau liée à la navigation : à cette fin, les biefs du canal Rhin-Herne ont été équipés entre 1958 et 1965 de stations de pompage. Le canal recycle donc dans une large mesure son eau et ne dépend plus pour la consommation des sassées du canal Wesel-Datteln ni de l’écluse de Herne-est. La construction de nouvelles écluses a conduit à reconstruire les stations de pompage entre 1980 et 1994 ; simultanément, l’imperméabilisation du corroi de la cuvette du canal a été substantiellement améliorée. Depuis 1984, l’alimentation en eau des canaux du nord-ouest de l’Allemagne est gérée par télécommande au PC hydrologique de Datteln.

## Écluses

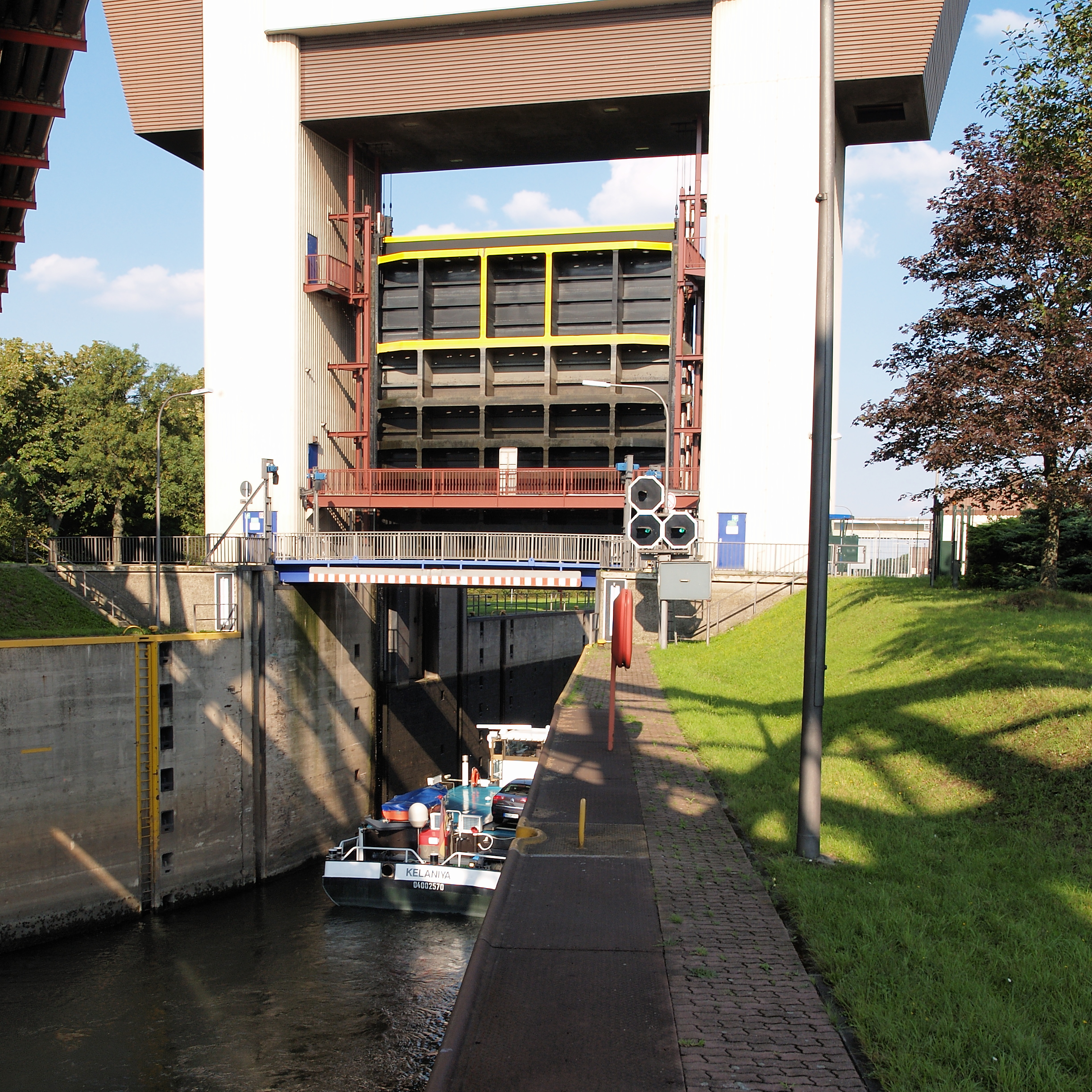
Le PC aval et la porte levante de l’écluse de Meiderich

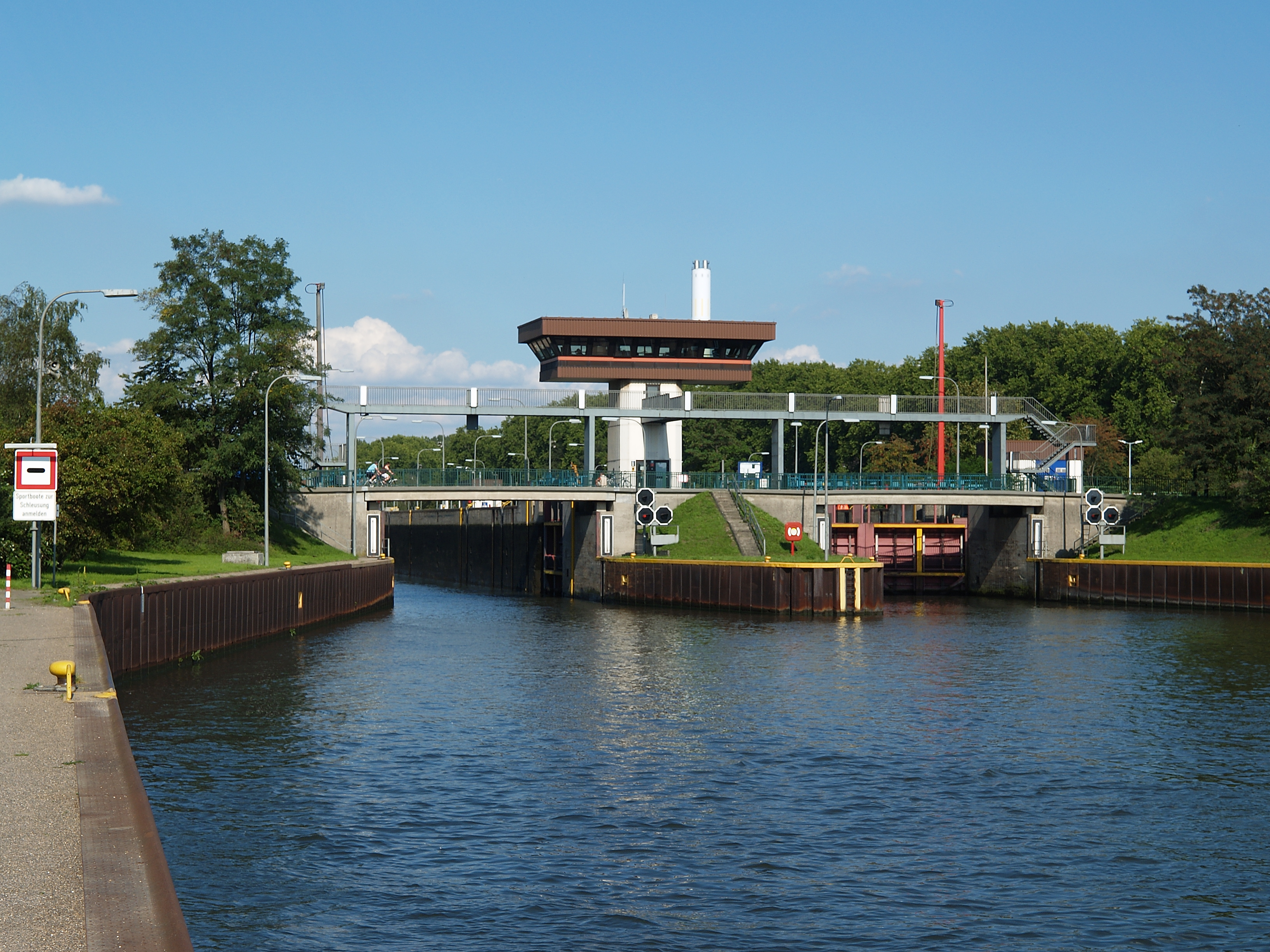
L’écluse d’Oberhausen avec ouverture du sas nord.

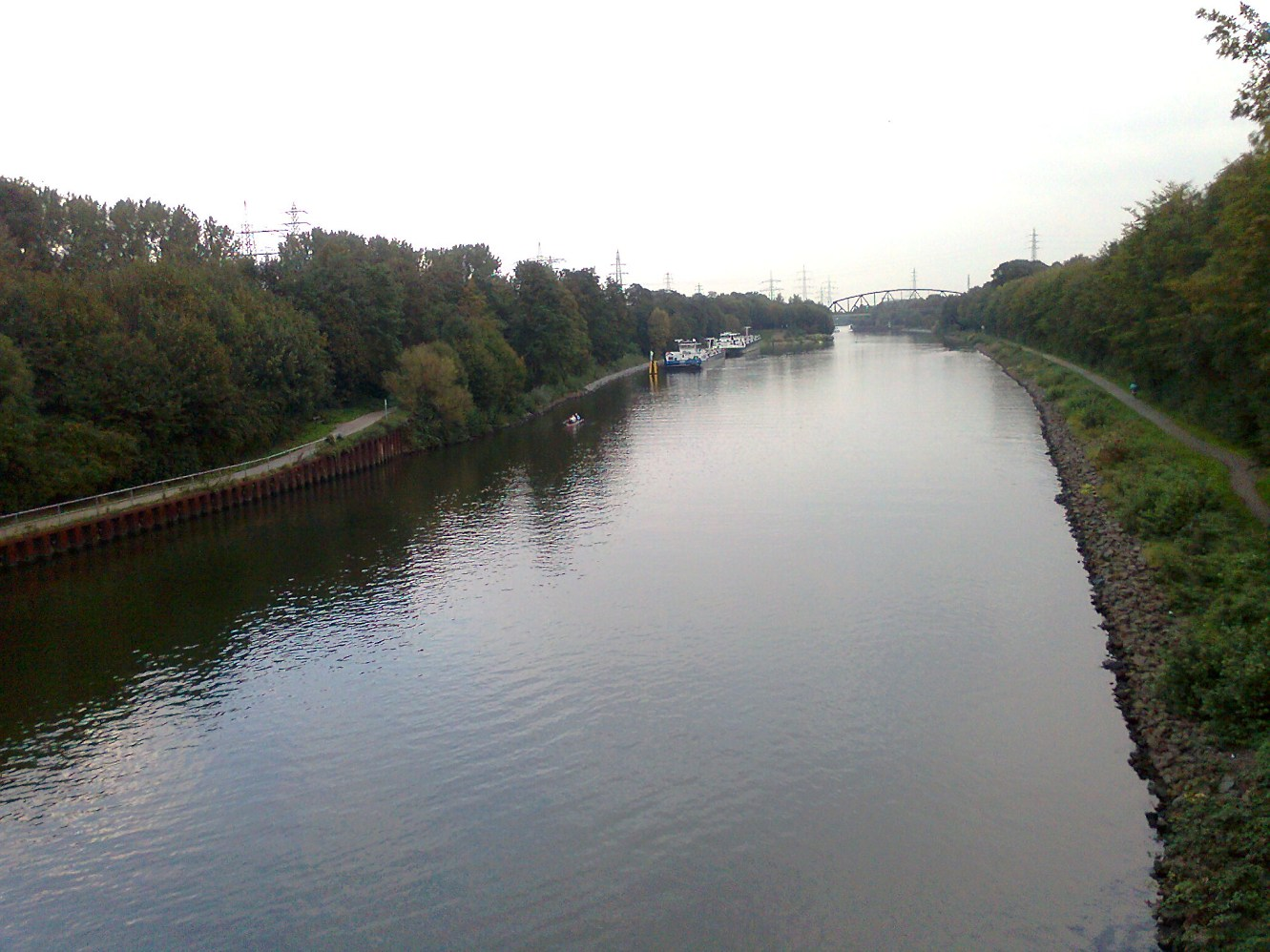
L’écluse d’Essen-Dellwig en 2011

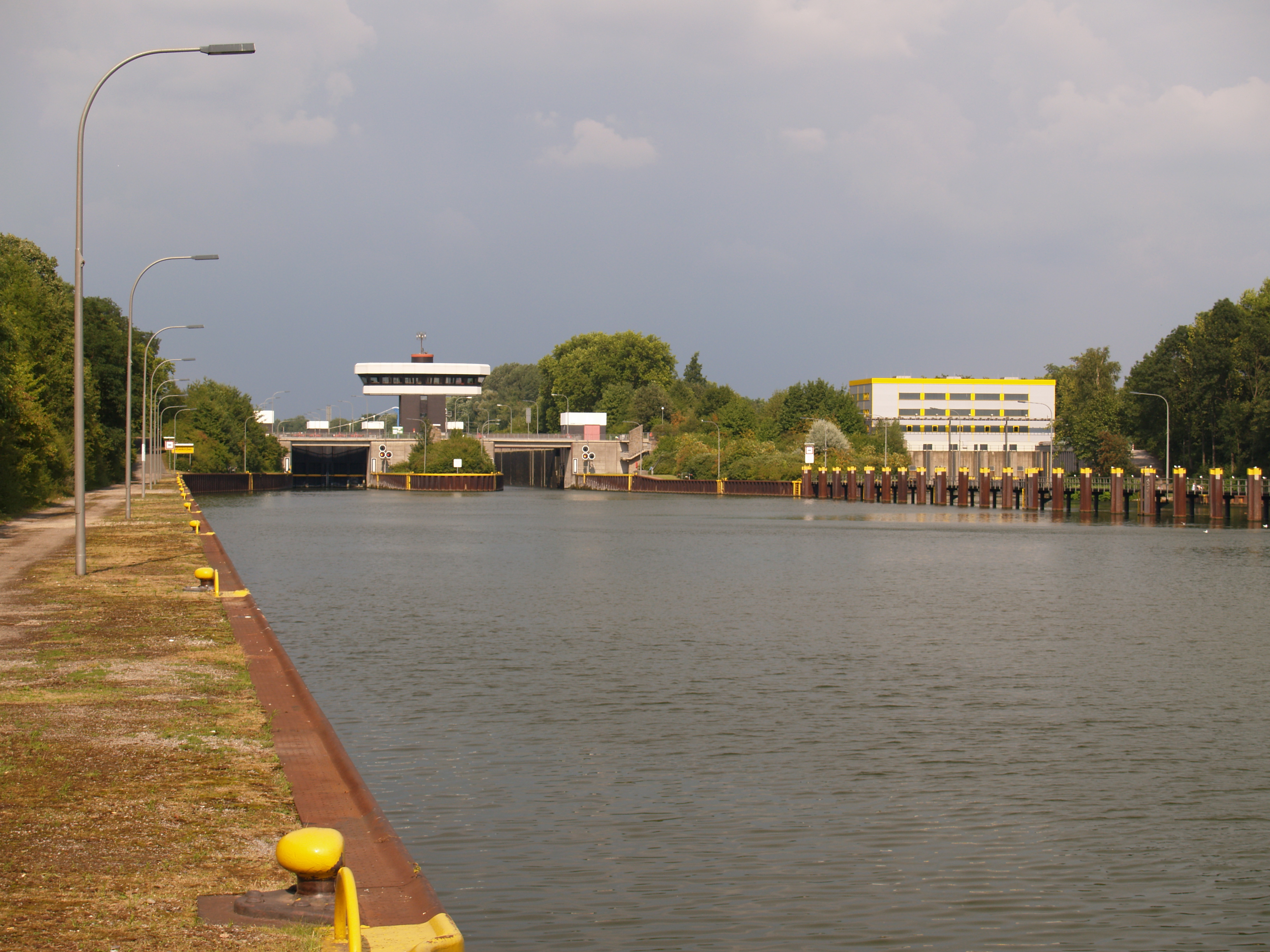
L’écluse de Gelsenkirchen et sa station de pompage.

Les écluses rachètent la dénivelée entre la vallée du Rhin et le bief de partage Herne – Münster du canal Dortmund-Ems, soit environ 31,50 m entre l'écluse de garde et la cote du Rhin.